# Нижняя Кичуга
Нижняя Кичуга — деревня в Великоустюгском районе Вологодской области.
Входит в состав Стреленского сельского поселения, с точки зрения административно-территориального деления — в Стреленский сельсовет.
Расстояние по автодороге до районного центра Великого Устюга — 50 км, до центра муниципального образования Верхнего Анисимово — 9,5 км. Ближайшие населённые пункты — Кичуга, Верхняя Кичуга, Печерза.
По переписи 2002 года население — 2 человека.
Деревянная часовня в Нижней Кичуге — памятник архитектуры.